# Ракитненское сельское поселение (Приморский край)
Ракитненское се́льское поселе́ние — сельское поселение в Дальнереченском районе Приморского края.
Административный центр — село Ракитное.

## История
Статус и границы сельского поселения установлены Законом Приморского края от 7 декабря 2004 года № 190-КЗ «О Дальнереченском муниципальном районе»

## Население
| 2010  | 2011  | 2012  | 2013  | 2014  | 2015  | 2016  |
| ----- | ----- | ----- | ----- | ----- | ----- | ----- |
| 1550  | ↘1538 | ↘1508 | ↘1455 | ↘1406 | ↘1391 | ↘1356 |
| 2017  | 2018  | 2019  | 2020  | 2021  |       |       |
| ↘1341 | ↘1305 | ↘1283 | ↘1257 | ↘1129 |       |       |

## Состав сельского поселения
В состав сельского поселения входят 3 населённых пункта:
| № | Населённый пункт | Тип населённого пункта       | Население |
| - | ---------------- | ---------------------------- | --------- |
| 1 | Лобановка        | село                         | ↘127      |
| 2 | Ракитное         | село, административный центр | ↘1232     |
| 3 | Ясная Поляна     | село                         | ↘191      |

## Местное самоуправление
Главы сельского поселения 
- с 19.02.2023 года — Антон Васильевич Зиновьев[15]

Глава администрации
- Жежеря Сергей Борисович